# CodeMirror
CodeMirror ist ein JavaScript-basierter Quelltext-Editor. Er ist freie Software unter der MIT-Lizenz.

## Funktionen
CodeMirror unterstützt Autovervollständigung (XML), Code-Faltung und die Syntaxhervorhebung bei über 100 Programmiersprachen bzw. Auszeichnungssprachen. Außerdem kann die Tastaturbelegung von vim, emacs und Sublime Text emuliert werden.

## Geschichte
2007 wurde die erste Version von CodeMirror entwickelt. Diese Version basiert auf der Content-Editable-Funktion des Webbrowsers.
2010 leistete Ace, ein weiterer JavaScript-basierter Quelltext-Editor, Pionierarbeit mit neuen Implementierungstechniken und zeigte, dass es selbst in JavaScript möglich ist, Dokumente mit vielen Tausend Zeilen ohne Leistungseinbußen zu bearbeiten. Dies veranlasste eine Neuimplementierung von CodeMirror nach den gleichen Prinzipien. Das Ergebnis war Version 2, die nicht mehr auf Content-Editable angewiesen war und die Leistung deutlich verbesserte.

## Verbreitung
CodeMirror wird von den Entwicklerwerkzeugen von Mozilla Firefox und Google Chrome sowie z. B. dem Editor Adobe Brackets und dem Review-System Gerrit verwendet.